# Държавно устройство на Малайзия
Малайзия е федерална парламентарна монархия.

## Законодателна власт
Законодателен орган на Малайзия е двукамарен парламент.
Горната камара на парламента се състои от 70 места.
Долната камара на парламента се състои от 222 места.